# Todiramphus
Todiramphus – rodzaj ptaków z podrodziny łowców (Halcyoninae) w obrębie rodziny zimorodkowatych (Alcedinidae).

## Zasięg występowania
Rodzaj obejmuje gatunki występujące w Azji Południowej i Południowo-Wschodniej, Australii i Oceanii oraz plamowo na Półwyspie Arabskim i w północno-wschodniej Afryce.

## Morfologia
Długość ciała 16–30 cm; masa ciała 28–146 g.

## Systematyka
Rodzaj zdefiniował w 1827 roku francuski zoolog René Lesson w artykule poświęconym nowemu rodzajowi zimorodków opublikowanym w czasopiśmie Mémoires de la Société d’Histoire Naturelle de Paris. Lesson wymienił dwa gatunki – Alcedo tuta J.F. Gmelin, 1788 i Todiramphus divinus Lesson, 1827 (= Alcedo venerata J.F. Gmelin, 1788) – z których gatunkiem typowym jest (późniejsze oznaczenie) Alcedo tuta J.F. Gmelin, 1788 (łowczyk białobrewy).

### Etymologia
- Todiramphus: rodzaj Todus Brisson, 1760 (płaskodziobek); gr. ῥαμφος rhamphos ‘dziób’[16].
- Coporhamphus: gr. κωπη kōpē ‘wiosło’; ῥαμφος rhamphos ‘dziób’[17].
- Cyanalcyon: gr. κυανος kuanos ‘ciemnoniebieski, modry’; łąc. alcyon, alcyonis ‘zimorodek’, od gr. αλκυων alkuōn, αλκυονος alkuonos ‘zimorodek’[18]. Gatunek typowy (późniejsze oznaczenie):  Halcyon pyrrhopygia Gould, 1841[19].
- Sauropatis (Saupopatis): gr. σαυρος sauros ‘jaszczurka’; πατεομαι pateomai ‘jeść’ (por. πατεω pateō ‘deptać’)[20]. Gatunek typowy (późniejsze oznaczenie): Halcyon sanctus Vigors & Horsfield, 1827[21].
- Lazulena: średniowiecznołac. lazulus ‘lazur, modry’; gr. ωλενη ōlenē ‘łokieć, przedramię’[22]. Gatunek typowy (oryginalne oznaczenie): Halcyon macleayii Jardine & Selby, 1830.
- Antisyma: gr. αντι anti ‘naprzeciwko, odpowiedni’; rodzaj Syma Lesson, 1827 (rdzawogłów)[23]. Gatunek typowy (oryginalne oznaczenie): Alcedo australasia Vieillot, 1818.
- Hyposyma: gr. ὑπο hupo ‘trochę jak, związany z’; rodzaj Syma Lesson, 1827[24]. Gatunek typowy (oryginalne oznaczenie): Halcyon cinnamomina Swainson, 1821.
- Dilazula: gr. δι- di- ‘podwójny’, od δις dis ‘dwa razy’, od δυο duo ‘dwa’; średniowiecznołac. lazulus ‘lazur, modry’[25]. Gatunek typowy (oryginalne oznaczenie): Halcyon nigrocyanea Wallace, 1862.
- Dilazulena: gr. δι- di- ‘podwójny’, od δις dis ‘dwa razy’, od δυο duo ‘dwa’; rodzaj Lazulena Mathews, 1918[26]. Gatunek typowy (oznaczenie monotypowe): Halcyon winchelli Sharpe, 1877.
- Leucalcyon: gr. λευκος leukos ‘biały’; rodzaj Alcyone Swainson, 1837 (zimorodek)[27]. Gatunek typowy (oznaczenie monotypowe): Halcyon saurophaga Gould, 1843.
- Melanalcyon: gr. μελας melas, μελανος melanos ‘czarny, ciemny, ciemnolicy’; rodzaj Alcyone Swainson, 1837[28]. Gatunek typowy (oryginalne oznaczenie): Todiramphus funebris Bonaparte, 1850.
- Todalcyon: zbitka wyrazowa nazw rodzajowych: Todiramphus Lesson, 1827 (łowczyk) oraz Alcyone Swainson, 1837 (zimorodek)[29]. Gatunek typowy (oryginalne oznaczenie): Todiramphus recurvirostris Lafresnaye, 1842.
- Sauropatoides: rodzaj Sauropatis Cabanis & F. Heine Sr., 1860 (łowczyk); gr. -οιδης -oidēs ‘przypominający’[30]. Gatunek typowy (oryginalne oznaczenie): Alcedo venerata J.F. Gmelin, 1788.

### Podział systematyczny
Do rodzaju należą następujące gatunki:

- Todiramphus nigrocyaneus (Wallace, 1862) – łowczyk niebiesko-czarny
- Todiramphus winchelli (Sharpe, 1877) – łowczyk złotobrewy
- Todiramphus funebris Bonaparte, 1850 – łowczyk żałobny
- Todiramphus pyrrhopygius (Gould, 1841) – łowczyk rdzaworzytny
- Todiramphus albonotatus (E.P. Ramsay, 1884) – łowczyk białogrzbiety
- Todiramphus leucopygius (J. Verreaux, 1858) – łowczyk różoworzytny
- Todiramphus macleayii (Jardine & Selby, 1830) – łowczyk leśny
- Todiramphus lazuli (Temminck, 1830) – łowczyk lazurowy
- Todiramphus diops (Temminck, 1824) – łowczyk molucki
- Todiramphus australasia (Vieillot, 1818) – łowczyk rudawy
- Todiramphus farquhari (Sharpe, 1899) – łowczyk białoszyi
- Todiramphus colonus (E. Hartert, 1896) – łowczyk koralowy
- Todiramphus sordidus (Gould, 1842) – łowczyk ciemnogłowy
- Todiramphus sanctus (Vigors & Horsfield, 1827) – łowczyk czczony
- Todiramphus enigma (E. Hartert, 1904) – łowczyk ciemny
- Todiramphus chloris (Boddaert, 1783) – łowczyk obrożny
- Todiramphus tristrami (E.L. Layard, 1880) – łowczyk atolowy
- Todiramphus saurophagus (Gould, 1843) – łowczyk białogłowy
- Todiramphus albicilla (C. Dumont, 1823) – łowczyk mariański
- Todiramphus recurvirostris  Lafresnaye, 1842 – łowczyk płaskodzioby
- Todiramphus pelewensis (Wiglesworth, 1891) – łowczyk rdzawogłowy
- Todiramphus cinnamominus (Swainson, 1821) – łowczyk cynamonowy
- Todiramphus miyakoensis (N. Kuroda Sr., 1919) – łowczyk północny – wymarły takson o niepewnym statusie
- Todiramphus reichenbachii Hartlaub, 1852 – łowczyk białobrzuchy
- Todiramphus sacer (J.F. Gmelin, 1788) – łowczyk plamkogłowy
- Todiramphus godeffroyi (Finsch, 1877) – łowczyk maskowy
- Todiramphus ruficollaris (Holyoak, 1974) – łowczyk rdzawoszyi
- Todiramphus veneratus (J.F. Gmelin, 1788) – łowczyk polinezyjski
- Todiramphus tutus (J.F. Gmelin, 1788) – łowczyk białobrewy
- Todiramphus gambieri (Oustalet, 1895) – łowczyk rudobrewy